# 박정자 (다이빙 선수)
박정자(1949년 2월 11일~)는 대한민국의 다이빙 선수로, 1968년 하계 올림픽에 참가했다.